# Germantown High School
Die Germantown High School befindet sich in Gluckstadt, Mississippi, in den Vereinigten Staaten von Amerika. Die weiterführende Schule wird vom Madison Kreisschulbezirk verwaltet.

## Geschichte
Die Germantown High School (GHS), in Gluckstadt, ist eine von elf öffentlichen Schuleinrichtungen, die als weiterführende Schule fungiert. Die Schule wurde im August des Jahres 2011 als Teil des Madison Kreisschulbezirks eröffnet. Der Madison Kreisschulbezirk (Madison County School District) ist einer der am schnellsten wachsenden Schulbezirke im US-amerikanischen Bundesstaat Mississippi.

## Schülerleben
Die Schule wirbt mit einem starken College-Vorbereitungscurriculum, welches eine Vielfalt an Schulprogrammen mit sich bringt. So zum Beispiel Sportmannschaften für 18 unterschiedliche Uni-Sportarten. Zudem gibt es eine Uni-Band, Tanzprogramme und mehr als 20 weitere Schulklubs, die für die Schüler der Germantown High School frei zur Verfügung stehen.
Die Schule pflegt zudem eine Partnerschaft mit dem Holmes Community College in Goodman, Mississippi. Diese Partnerschaft erlaubt es akademisch qualifizierten Schulältesten, die an einem dualen Einschulungsprogramm teilnehmen, Teile ihres Tages auf jedem Campus zu verbringen und Kurse auf Collegeniveau zu absolvieren.

## Demographie
Während des Schuljahres 2014–2015 waren in etwa 950 Schüler an der Germantown High School angemeldet. Die Anzahl an Schülern mit einer nicht-europäischen Herkunft beträgt an der Schule etwa 37 %. Der Anteil der an der Schule studierenden weiblichen Schüler beträgt in etwa 49 %, während 51 % männlich sind.

## Außerschulisch

### Mannschaftssportarten
Die Germantown High School mit ihren Mannschaften, die auch unter dem Namen „Mavericks“ bekannt sind, betreibt insgesamt 18 unterschiedliche Uni-Sportarten. Diese sind unter anderem American Football, Baseball, Golf, Fußball, Geländelauf, Leichtathletik, Volleyball, Tennis, Schwimmen und Bowling. Zudem bietet die Schule auch Sportarten zum Praktizieren an, die eher seltener als Uni-Sportart anerkannt sind. Diese Sportarten wären unter anderem Kraftdreikampf und Mannschaftstanzen.

### Band
Die German High School Band ging einst nach Georgia um auf nationaler Ebene anzutreten und gewann schlussendlich gegen deren Konkurrenz. Mit diesem Sieg ergatterten sich die Band der Germantown High School den Turniersieg über das Southern Star Gewinnspiel. In der Marching-Saison 2014 der Germantown-Band belegte die Germantown-Band den zweiten Platz.